# Mazel Tov!
Felicitats! (en ídix Mazel Tov i també estrenada en alemany com Wir gratulieren!), op. 111, és una òpera en dos actes de Mieczysław Weinberg amb llibret arranjat lleugerament pel mateix compositor basat en l'obra Mazel Tov de Sholem Aleichem. Es va estrenar el 13 de setembre de 1983 a Moscou per l'Òpera de Cambra de Moscou dirigida per Anatoli Levin.

## Enregistraments
Oehms Classics va publicar el 2020 Wir gratulieren!, el primer enregistrament de la versió de cambra d'aquesta òpera, interpretada en alemany i en directe a Berlín el 23 de setembre del 2012 per la Kammerakademie Potsdam dirigida per Vladimir Stoupel. El llibret va ser traduït a l'alemany per Ulrike Patow, i la música va ser arranjada per a orquestra de cambra per Henry Koch.